# Служба безпеки ПНР
Служба безпеки Польської Народної Республіки, СБ ПНР (пол. Służba Bezpieczeństwa PRL) — орган державної безпеки, який входив до структури Міністерства внутрішніх справ ПНР та його місцевих підрозділів, що діяв у Польській Народній Республіці в 1956-1989 роках (до кінця функціонування держави під такою назвою) і остаточно розпущена в 1990 р., для забезпечення внутрішньої та зовнішньої безпеки країни.
На завершальній стадії свого існування (серпень 1989 р.) у цій спецслужбі працювало 24,3 тис. службовців, які контролювали 90 000 таємних співробітників у Польщі та багато агентів розвідки серед громадян іноземних країн. Це означає, що статистично на одного офіцера припадало 1564 громадян, а таємні співробітники становили приблизно 0,2 % від усього населення Польської Народної Республіки.

## Початок служби

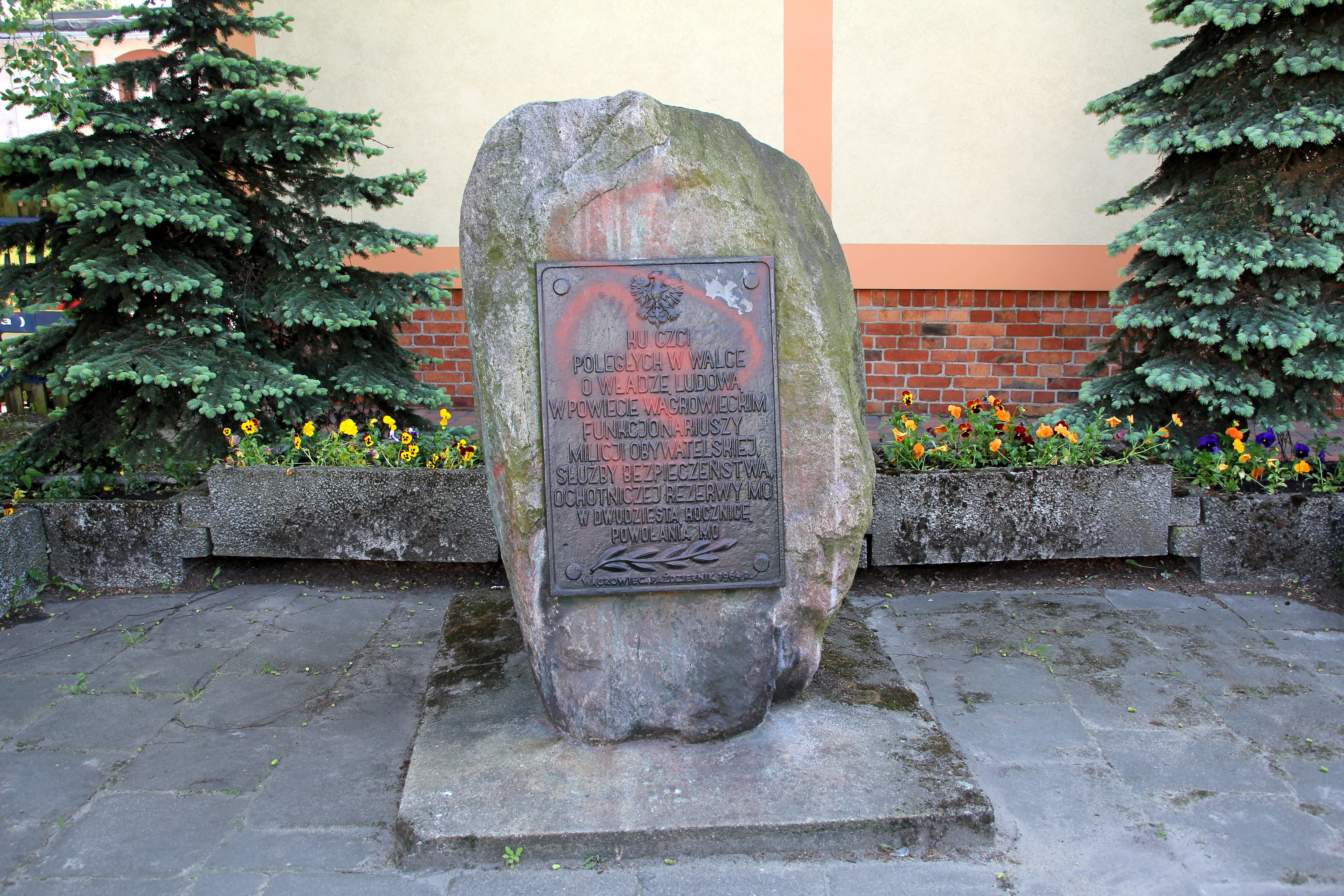
Пам'ятник співробітникам Громадянської міліції та Служби безпеки у Вонгровці, які загинули в боротьбі за політичну владу ПНР (демонтований в 2015 р.)

Службовці складали присягу, аналогічну присязі Громадянської міліції. В результаті одним із найбільших зрадників такої присяги у спецслужбі комуністичної влади був підполковник Юзеф Святло, який утік на Захід, розкривши методи діяльності політичної поліції ПНР і комуністичного режиму до часу ліквідації Міністерства громадської безпеки у грудні 1954 р., який був на посаді заступника директора «Департаменту X», а потім у Комітет із питань громадської безпеки при Міністерстві внутрішніх справ ПНР. У 1956 р. влада ПНР організувала нову структуру, яка займалася політичною та громадською безпекою в країні.
Створена в листопаді 1956 р. на підставі закону сейму ПНР Служба безпеки (скорочено «СБ») замінила Комітет громадської безпеки ПНР аналогічно тому, як було створено і Міністерство внутрішніх справ у 1954 р..
У 1954 р., з першими змінами в Радянському Союзі після смерті Йосипа Сталіна, Міністерство громадської безпеки було змінено на КзПГБ. Незважаючи на звільнення генерала Станіслава Радкевича, зміни носили косметичний характер, а структура та репресивна політика залишилися майже однаковими. Перша і, мабуть, єдина реформа, найважливіша з точки зору гнітючої системи, відбулася після жовтня 1956 року. Символічним виразом лібералізації стало те, що СБ мала діяти в структурі Міністерства внутрішніх справ ПНР. На провінційному рівні керівником таємної поліції був заступник воєводського (обласного) командувача Громадянської міліції, а таємна поліція називалася Службою безпеки (СБ). Ця зміна мала не лише декоративний характер, перетворення УБ (Управління безпеки) на «СБ» стало зовнішнім виразом найважливішої політичної мутації за всю історію Польської Народної Республіки. Стан масового терору було замінено станом широкого контролю, превентивності та вибіркових репресій.

## Зміни персоналу

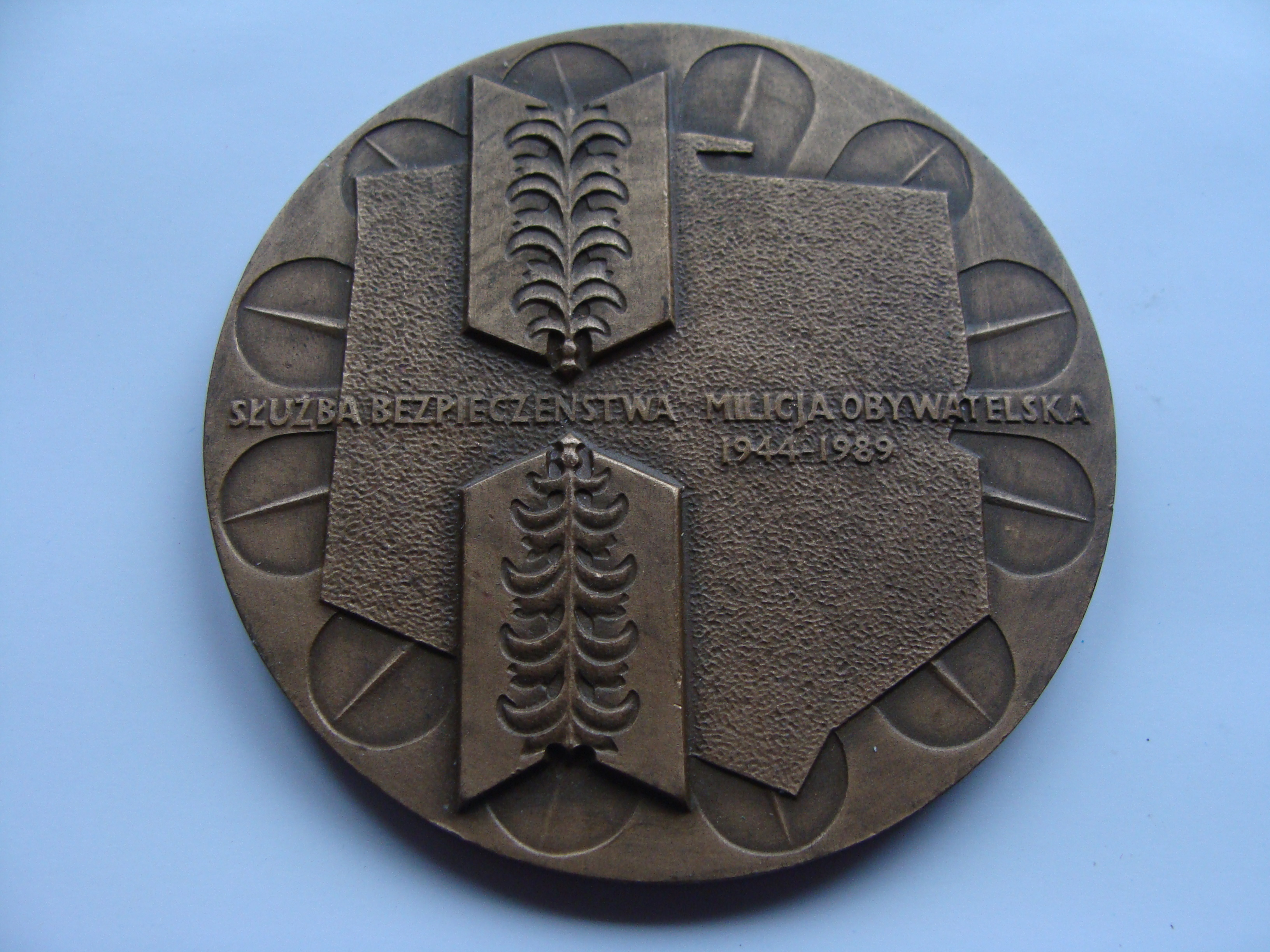
Реверс пам'ятної медалі, присвяченої СБ та Громадянській міліції, на відзначення їх 45-річчя служби та оборони «»

Так само, як під час реорганізації Міністерства громадської безпеки або Комітету громадської безпеки, штат персоналу скоротився — кількість кадрових службовців зменшилась на 40 %, залишилося дев'ять тисяч, 60 % «таємних інформаторів» вилучили з відділу безпеки на фабриках, більше половини оперативних розслідувань було закрито.
Завдяки переговорам з Радянським Союзом у країні скоротилася чисельність персоналу КДБ та ГРУ.
Також були внесені подальші кадрові зміни, усунуто більшість високопоставлених співробітників, які до цього часу становили 90 % керівництва в МГБ ПНР, КзПГБ ПНР та ГУІ ВП. Це дозволило просувати молодий персонал. У 1956—1958 рр. відбулося серйозне організаційне скорочення репресивного апарату ПНР.

## Завдання

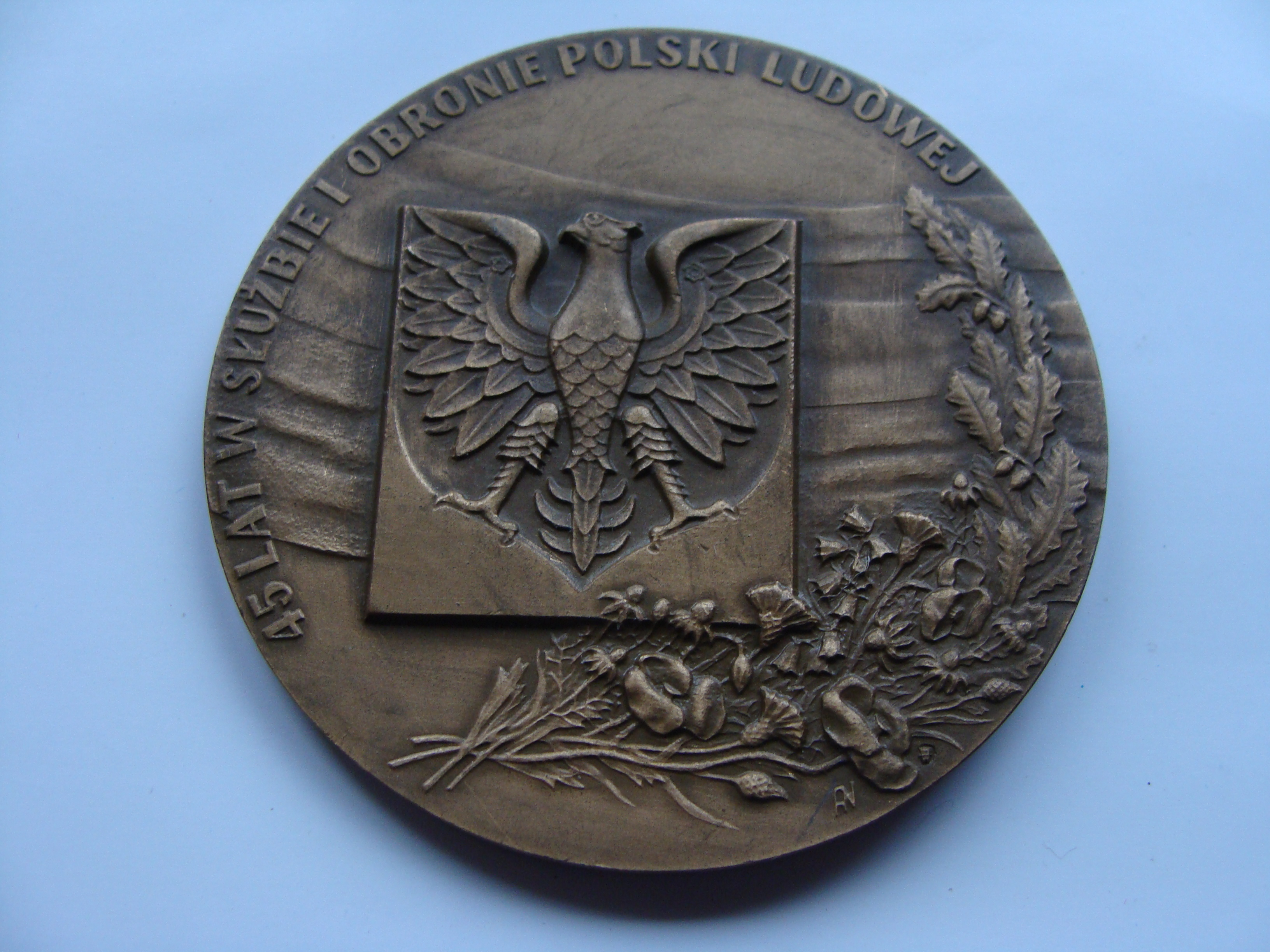
аверс пам'ятної медалі…

Завдання Служби безпеки ПНР практично не відрізнялися від попередників (МГБ ПНР або КзПГБ ПНР), вони в основному полягали в захисті комуністичної політичної системи всередині країни (і не тільки) шляхом контролю та проникнення в усі структури соціального життя в Польщі, а потім і за кордоном (СБ зробила глибоке проникнення в польські співтовариства американської, канадської і британської діаспори).
Служба безпеки ПНР брала участь у боротьбі з політичною опозицією, у репресіях проти учасників демонстрацій та страйків. Грала головну ролю, поряд з Громадянською міліцією, ЗОМО, добровільним резервом громадянської міліції, і армії ПНР в придушенні демонстрацій під час подій березня 1968 р., грудня 1970 р., в м. Радомі й у варшавському Урсусі під час інцидентів червня 1976 р.
Служба безпеки виділила багато оперативних ресурсів для нагляду за духовенством, незалежними інтелектуальними колами та національними меншинами в ПНР. Співробітники СБ часто діяли з порушенням закону навіть Польської Народної Республіки, порушували міжнародні права людини та застосовували тортури.

## Введення воєнного стану в 1981 році
Після вибуху нової хвилі страйків у Польщі на початку 1980-х років і запровадження воєнного стану комуністичною владою в грудні 1981 р. СБ почала ліквідовувати раніше впроваджених агентів СБ у керівництво «Солідарності».
У ніч з 12 на 13 грудня 1981 р. багато людей були заарештовані СБ, перевезені до в'язниць або у «центри тримання під вартою» (центри інтернування). СБ стежив за таборами інтернованих, розміщуючи в них своїх таємних співробітників.
Служба безпеки брала участь поряд з армією, ГМ, ЗОМО, Добровільним резервом громадянської міліції ПНР, брала участь у приборканні шахти «Вуєк», на прохання генерала Чеслава Кіщака за керування якого 9 шахтарів загинули, і в інших заходах подібного роду, в тому числі в шахті імені Леніна в Кракові, на судноверфі Гданська та Щецина, на Гуті Варшави, на заводі «Урсус», на фабриці «Свіднік», на копальні «Маніфест липня», на шахтах «Бориня» та «Стазіч». Під час воєнного стану за допомогою апарату репресій, в тому числі СБ було інтерновано близько 10 000 осіб.

## Правові основи діяльності
Функціонування СБ на законних засадах регулювалося положеннями про Громадянську міліцію (службовці, які служили в СБ, офіційно були офіцерами Громадянської міліції). 14 липня 1983 р. Сейм ПНР прийняв акт про кабінет міністра Міністерства внутрішніх справ ПНР та визначив сферу діяльності підпорядкованих йому органів. У статті 6 (статут 1) стверджувалося:
|  | Співробітники СБ та Громадянської міліції (ГМ) з метою виявлення, запобігання та розкриття злочинів та правопорушень, а також інших видів діяльності, що загрожують безпеці держави або громадського порядку, мають виконувати такі дії: оперативно-розвідувальні, слідчі та адміністративно-правові. |

Сфера прав та обов'язків функціонерів СБ визначена була у статті 20 цього акту:
|  | Положення закону про службу співробітників ГМ та про пенсійні виплати працівникам ГМ та їх сім'ям, а також про компенсацію у разі нещасних випадків та захворювань, пов'язаних із службою в ГМ, що стосувалося і співробітників СБ. |

Нові положення, що замінювали змінений закон від 31 січня 1959 р. про службовців ГМ, були впроваджені 1 січня 1986 р. тоді, коли закон від 31 липня 1985 р. про службовців набув чинності і для СБ, ГМ ПНР.
Трьома найважливішими секретними документами, що регулювали роботу апарату СБ, були:
- Інструкція № 03/60 від 2 липня 1960 р. про основні засоби та форми оперативної роботи СБ (додаток до наказу Міністра внутрішніх справ ПНР № 0221/60 від 2 липня 1960 р.),
- Інструкція з оперативної роботи СБ МВС ПНР (додаток до наказу Міністра внутрішніх справ ПНР № 006/70 від 1 лютого 1970 р.),
- Інструкція щодо детальних принципів оперативної діяльності СБ (додаток до розпорядження № 00102 Міністра внутрішніх справ ПНР від 9 грудня 1989 р.).

## Службові посади та звання
До 1990 р. в Міністерстві внутрішніх справ ПНР діяли такі офіційні посади та прирівняні до них звання:
| Офіційні посади                  | Прирівняні звання                 |
| -------------------------------- | --------------------------------- |
| Міністр                          | Генерал-майор / генерал-лейтенант |
| Заступник міністра               | Генерал-майор                     |
| Шеф служби                       | Генерал-майор                     |
| Заступник начальника служби      | Бригадний генерал                 |
| Директор департаменту            | Полковник / бригадний генерал     |
| Заступник директора департаменту | Полковник                         |
| Начальник відділу                | Полковник                         |
| Заступник начальника відділу     | Підполковник                      |
| Старший інспектор                | Майор / підполковник              |
| Інспектор                        | Капітан / майор                   |
| Молодший інспектор               | Підпоручник / капітан             |

## Структура СБ ПНР

### Центральна
Штаб служби безпеки входив до організаційних підрозділів Міністерства внутрішніх справ ПНР, тобто деяких його департаментів та бюро (а також інших еквівалентних підрозділів). Їх діяльність контролював безпосередньо міністр, заступники державних секретарів або генеральні директори. Кабінет Міністра внутрішніх справ відповідав за повсякденну роботу та обслуговування керівництва, тоді як контрольні функції виконувала Головна інспекція Міністерства внутрішніх справ ПНР (ці підрозділи діяли від грудня 1954 р. до липня 1990 р.). і виконували завдання для всього міністерства, але з листопада 1956 р. відігравала домінуючу роль у них СБ). Частково з СБ були пов'язані інші структури міністерства (відповідальні за кадри, навчання, фінанси, інвестиції, постачання, охорону здоров'я тощо).

### Воєводські одиниці
Провінційними аналогами центральних підрозділів СБ були відділи, відділення (та інші еквівалентні підрозділи), що утворювали окремий підрозділ у провінційному штабі Громадянської міліції (ГМ) на чолі із заступниками командуючих з питань безпеки (з травня 1967 р.). У серпні 1983 р. штаб було перейменовано в провінційні управління внутрішніх справ ПНР, а заступники командуючих зайняли посади заступників керівників тих управлінь. Залежно від розміру та важливості воєводства керівництво СБ складалося з одного, двох чи трьох заступників (включаючи 1-го заступника). Робота СБ контролювалася інспекціями управління підрозділів охорони/СБ, у червні 1975 р. їх замінили бригади СБ у новостворених відділах інспекції. Послуги з матеріально-технічного забезпечення оперативних відділів СБ та ГМ надавались адміністративно-господарськими підрозділами, що були спільними для обох служб.
До кінця травня 1975 р. місцеву структуру органів державної безпеки та громадського порядку складали 17 таких структур ГМ (у Білостоці, Бидгощі, Гданську, Катовицях, Кельцях, Кошаліні, Кракові, Любліні, Лодзі, Ольштині, Ополі, Познані, Ряшіві, Щецині, Варшаві, Вроцлаві та Зеленій Гурі) та два рівноцінні штаби (столиця у Варшаві та міська штаб-квартира у Лодзі).
Після запровадження адміністративної реформи в червні 1975 р. в ПНР діяло 49 рівноцінних штаб-квартири (ГМ у Варшаві, Білій-Підляській, Білостоці, Бельсько-Білій, Бидгощі, Холмі, Цеханові, Ченстохові, Ельблонгу, Гданську, Гожуві-Велькопольському, Єлені-Гурі, Каліші, Катовицях, Кельцях, Коніні, Кошаліні, Кракові, Коросно, Легниці, Лешно, Любліні, Ломжі, Лодзі, Новім Санчу, Ольштині, Ополю, Остроленці, Пілі, Пйотркуві-Трибунальському, Плоцьку, Познані, Перемишлі, Радомі, Жешові, Седльце, Серадзі, Скерневицях, Слупську, Сувалках, Щецині, Тарнобжегу, Тарнові, Торуні, Валбжиху, Влоцлавку, Вроцлаві, Замості та в Зеленій Гурі).

### Нижчі теренові одиниці
На рівні повіту більшість міських та повітових штабів мали відділи з питань безпеки (СБ). Ці осередки існували до кінця травня 1975 р. І, як правило, складалися з оперативних груп (підрозділів II, III та IV), паспортних відділень (згодом також — посвідчень особи), з використанням оперативної техніки, проведенням перевірки кореспонденції, а також — проведенням тимчасової реєстрації іноземців. Департаменти очолювали заступники командуючого з питань безпеки, з квітня 1967 р. називали їх — 1-й заступник СБ (крім того, такі додаткові посади були створені в 24 найбільших штабах). Після ліквідації повітів у червні 1975 р. відділ СБ був виведений із підрозділів нижчого рівня, лише в деяких міських штабах та відділеннях міліції діяли оперативні групи окремих відділів СБ воєводського штабу.
Через кілька років теренові структури органів безпеки були відтворені (перші спроби відбулися в середині 1982 р. в Легницькому та Опольському воєводствах). У січні 1983 р. воєводства були розділені на регіони, де підрозділи СБ на чолі з окремими посадовцями діяли з квітня 1983 р. Функцію окружних штабів виконували міські й районні штаби (лише в Кракові, Лодзі, Варшаві та Вроцлаві) та міліційні відділи. А в серпні 1983 р. їх замінили обласні, міські та районні управління внутрішніх справ ПНР. Більшість із них складалися з колег оперативних підрозділів (II, III, IV, V, пізніше також VI), паспортного відділення, відділення роботи з оперативною технікою та стеженням за кореспонденцією (залежно від кількості посад, організованих у групи, відділи, секції чи відділення).

### Підрозділи СБ ПНР
До підрозділів СБ входили перелічені нижче в хронологічному порядку відділи Міністерства внутрішніх справ:
Відділ I (розвідка) — створений замість відділу I КзПГБ ПНР в 1956 році. У 1990 р. на базі підрозділу було створено розвідувальний підрозділ УОД.
- Департамент I Міністерства внутрішніх справ[pl] (28 листопада 1956 — 31 липня 1990) (департамент також включав філію в Катовицях, яка діяла з грудня 1973 р., та філію в Познані, яка діяла з березня 1975 р., обидві були ліквідовані 1 березня 1984 р.)
  - незалежні спеціальні групи ГМ (діяли до 1 листопада 1963 р.)
  - старші інспектори в інспекціях управління підрозділів охорони СБ (вони діяли з 1 листопада 1963 р. до 1 червня 1975 р.)
  - старші інспектори заступників командуючих воєводством ГМ (вони діяли з 1 червня 1975 р.)
  - інспекції I ГМ (діяли з 1 жовтня 1982 р. в Бидгощі, Гданську, Катовицях, Кракові, Лодзі, Ольштині, Ополе, Познані, Щецині, Варшаві та Вроцлаві після включення посад старших інспекторів, наступні інспекторати були створені в січні 1990 р. в інших ВУ ВС[pl], за винятком Бяла-Підляска, Холм, Гожув-Велькопольський, Конін, Лешно, Радом, Скерневиці та Влоцлавек, де досі працювали старші інспектори)

Відділ II (контррозвідка) — створений замість підрозділу II КзПГБ в 1956 році. У 1961—1965 рр. в його завдання входила також радіоконтррозвідка, а в 1989—1990 рр. — перлюстрація листування громадян ПНР. У 1990 р. на базі підрозділу було створено підрозділ контррозвідки УОД.
- Департамент II Міністерства внутрішніх справ[pl] (28 листопада 1956 р. — 31 липня 1990 р.)
  - відділи II ВШ ГМ[pl] / ВУ ВС

Відділ III (боротьба з антидержавною діяльністю в країні) — створений замість III—VI відділів КзПГБ ПНР у 1956 році. У 1956—1962 рр. до їх завдання входив також оперативний захист церков та релігійних об'єднань, а в 1956—1979 рр. — оперативний захист промисловості та сільського господарства. У 1989 р. відділ було замінено відділом з охорони конституційного ладу держави.
- Департамент III Міністерства внутрішніх справ[pl] (28 листопада 1956 р. — 1 вересня 1989 р.)
  - департаменти III ВШ ГМ / ВУ ВС (діяв до 1 листопада 1989 р.)
  - до складу відділу входили також відділи III-1, створені у Варшаві в червні 1978 р., у Кракові в липні 1980 р., в Катовицях, Познані й Щецині в липні 1982 р. та в Лодзі в серпні 1982 р., у Вроцлаві у вересні 1982 р., у Гданську в березні 1984 р., і відділ III-2 створений у Варшаві у червні 1978 р.
  - в межах відділу (до створення відділу III-A у 1979 р.) були також департаменти III-A, створені у варшавському штабі у вересні 1972 р., у Катовицях, Кракові, Лодзі, Познані та Вроцлаві в червні 1975 р., у Гданську та Кельцях у січні 1978 р., і відділ III-A-1, створений у Варшаві в червні 1978 р.

Відділ «А» (шифрувальний) — створений замість «А» відгалуження КзПГБ в 1956 році. У 1989—1990 рр. в його завдання входила також радіорозвідка по радіо. У 1990 р. на базі підрозділу було створено підрозділ шифрування УОД.
- Бюро «А» Міністерства внутрішніх справ[pl] (28 листопада 1956 р. — 16 лютого 1990 р.)
- Бюро шифрів Міністерства внутрішніх справ[pl] (16 лютого 1990 р. — 31 липня 1990 р.)
  - окремі секції «A» (з 16 жовтня 1989 р. відділи працювали в Гданську та Щецині замість окремих секцій)

Відділ «Б» (спостереження) — створений замість вертикалі «B» КзПГБ у 1956 році. У 1990 р. на основі відділу було створено підрозділ спостереження УОД (частина службовців була включена до підрозділу оперативного забезпечення).
- Бюро «Б» МВС[pl] (28 листопада 1956 р. — 31 липня 1990 р.)
  - відділення «Б» ВШ ГМ / ВУ ВС (з 1 серпня 1982 р. в Бяла-Підляска, Хелм, Цеханув, Гожув-Велькопольський, Єленя-Гура, Конін, Кросно, Лешно, Ломжа, Новий Сонч, Остроленка, Піла, Пьотркув-Трибунальський, Седльці, Серадзель, Скерневиці, Слупськ, Сувалкі, Тарнобжег, Тарнов, Валбжих, Влоцлавек та Замость, замість департаментів у новостворених відділах оперативної безпеки були відділення «В»)

Відділ «С» (оперативні записи) — створений замість підрозділу X КзПГБ у 1956 році. У 1965—1990 рр. відділ також виконував функції центрального архіву, у 1980—1990 рр. ІТ також був серед його завдань. У 1990 р. на базі департаменту було створено відділ діловодства та архівування УОД, відділ інформаційних технологій поліції та центральний архівний департамент МВС.
- Бюро оперативних записів Міністерства внутрішніх справ (28 листопада 1956 р. — 2 січня 1960 р.)
- Бюро «С» МВС (2 січня 1960 р. — 31 липня 1990 р., а 1 жовтня 1965 р. були включені структури Центрального архіву МВС, що діяли з 28 листопада 1956 р., й 1 квітня 1980 р. структури ІТ-відділу Міністерства внутрішніх справ відокремилися від підрозділу «Т» у першій половині 1970-х рр.)
  - оперативні записи / «C» ВШ ГМ / ВУ ВС (з 1 серпня 1982 року в Бяла-Підляска, Холм, Цеханув, Гожув-Велькопольський, Єленя-Гура, Конін, Кросно, Лешно, Ломжа, Новий Сонч, Остроленка, Піла, Пьотркув-Трибуцельський, Седльці, Серадзь, Скерневиці, Слупськ, Сувалкі, Тарнобжег, Тарнов, Вальбжих, Влоцлавек і Замосць, замість департаментів, у новостворених відділах оперативної безпеки були підрозділи «C»)

Відділ «Т» (оперативна техніка) — створений замість IX відділу КзПГБ у 1956 році. У 1956—1961 рр. в його завдання входила також радіоконтррозвідка, а в 1965—1971 рр. у підрозділі тимчасово відокремлювались спеціальні технологічні справи. У 1990 р. на базі підрозділу було створено підрозділ техніки УОД та відділ оперативної техніки поліції.
- Бюро «Т» Міністерства внутрішніх справ (28 листопада 1956 р. — 15 червня 1971 р.)
- Заклад спецтехніки МВС (31 грудня 1965 р. — 15 червня 1971 р.; Центр електронної обробки інформації функціонував у структурі заводу з 15 січня 1969 р., на його базі 15 травня 1971 р. був створений ІТ-центр ТПВ, перетворений в ІТ-відділ Міністерства внутрішніх справ, який функціонував до 1 квітня 1980 р., а потім включений до підрозділу «С»
- Департамент технологій Міністерства внутрішніх справ (15 червня 1971 р. — 31 липня 1990 р.)
  - департаменти «T» ВШ ГМ / ВУ ВС (з 1 серпня 1982 року в Бяла-Підляска, Хелм, Цеханув, Гожув-Велькопольський, Єленя-Гура, Конін, Кросно, Лешно, Ломжа, Новий Сонч, Остроленка, Піла, Пьотркув-Трибунальський, Серад-Седзель, Серадзель-Себуль Скерневиці, Слупськ, Сувалкі, Тарнобжег, Тарнов, Валбжих, Влоцлавек та Замость, замість відділів у новостворених відділах оперативної безпеки були розділи «Т»)

Відділ «В» (кореспонденційна перевірка) — створений замість розділу «В» КзПГБ в 1956 році. У 1989 році він був включений до II відділу.
- Бюро «В» Міністерства внутрішніх справ (28 листопада 1956 р. — 16 червня 1989 р.)
  - відділення «В» ВШ ГМ / ВУ ВС (після адміністративної реформи в червні 1975 р. в Бяла-Підляска, Хелм, Цеханув, Новий Сонч, Остроленка, Скерневиці та Замостя не було створене відділення; з 1 серпня 1982 р. в Гожуві-Велькопольському, Єленія-Гура, Конін, Кросно, Лєшно, Ломжа, Піла, Пьотркув-Трибунальський, Седльце, Серадзь, Слупськ, Сувалкі, Тарнобжег, Тарнув, Валбжих та Влоцлавек, замість департаментів, у новостворених оперативних відділах безпеки були підрозділи «В»)

Слідчий відділ — створений замість VII підрозділу KdsBP у 1956 році. У 1990 р. на базі відділу було створено слідчий відділ УОД.
- Слідче бюро Міністерства внутрішніх справ (28 листопада 1956 — 31 липня 1990.)
  - слідчі відділи ВШ ГМ / ВУ ВС (спочатку незалежні секції діяли у всіх ГМ / ВУ ВС, вони були перетворені у відділи в 1958—1962 рр.)

Відділ урядової охорони — створений замість VIII підрозділу КзПГБ у 1956 році. У 1990 р. відділ був перетворений на військову частину Міністерства внутрішніх справ.
- Бюро урядового захисту Міністерства внутрішніх справ (28 листопада 1956 р. — 31 липня 1990 р.)
  - оперативно-захисний відділ ВШ ГМ / ВУ ВС (він діяв лише в Катовицях з січня 1977 р. по лютий 1990 р., створений на базі незалежної оперативно-захисної секції, що існувала з листопада 1973 р.)

Відділ реєстрації іноземців — переведено з ГМ у 1960 році. У 1965 р. він був включений до новоствореного підрозділу контролю прикордонного руху.
- Бюро реєстрації іноземців Міністерства внутрішніх справ (1 липня 1960 р. — 1 липня 1965 р.)
  - незалежні відділи для реєстрації іноземців ГМ (діяли з 1 вересня 1960 р. по 1 листопада 1965 р.)

Відділ IV (оперативний захист церков та релігійних об'єднань) — відокремлений від Відділу III у 1962 році. У 1981—1984 роках його завдання включали також оперативний захист сільського господарства. У 1989 р. підрозділ було включено до новоствореного підрозділу з вивчення та аналізу.
- Департамент IV Міністерства внутрішніх справ (15 червня 1962 р. — 1 вересня 1989 р.)
  - відділи IV ВШ ГМ / ВУ ВС (діяв з 1 липня 1962 р. по 1 листопада 1989 р.)

Паспортний відділ — передано з ГМ в 1964 році. У 1967—1975 роках він поєднувався з підрозділом, що посвідчує особу, переданим ГМ (який потім передавався під нагляд місцевих органів державної адміністрації), а в 1972—1990 роках завданнями підрозділу була також реєстрація іноземців. У 1990 р. підрозділ був тимчасово переданий поліції (у 1991 р. паспортні відділення передані під нагляд воєвод).
- Паспортне бюро МВС (1 квітня 1964 р. — 1 квітня 1967 р. підрозділ, що працював з 1 жовтня 1960 р., створений на базі закордонного паспортного відомства МВС, що діяв з 14 грудня 1954 р.)
- Бюро паспортів та посвідчень Міністерства внутрішніх справ (1 квітня 1967 р. — 1 січня 1975 р.)
- Паспортне бюро Міністерства внутрішніх справ (1 січня 1975 р. — 31 липня 1990 р.)
  - відділи паспортів / паспортів та посвідчень / паспортів ВШ ГМ / ВУ ВС (в структурах СБ від 15 липня 1964 р.)

Підрозділ радіоконтррозвідки — відокремлений від підрозділу II у 1965 році. У 1989 р. включений до відділу «А».
- Незалежний відділ РКР Міністерства внутрішніх справ (1 березня 1965 р. — 15 квітня 1973 р.)
- Бюро Міністерства внутрішніх справ РКР (15 квітня 1973 р. — 16 жовтня 1989 р.)
  - Відділи РКР / ВУ ВС (діяв лише в Гданську з 1 липня 1968 р., в Ольштині з 16 березня 1986 р. і в Щецині з 1 березня 1987 р.; в Гданську відділ був створений на базі відділення «Н» 1 березня 1965 р. з відділу II, в Ольштині на базі незалежної секції РКР, що існувала з 16 січня 1977 р., і в Щецині на базі незалежної станції «П», відокремленої 1 березня 1965 р. з відділу II)

Відділ контролю прикордонного руху — переданий з ВОП у 1965 р. та пов'язаний з відділом реєстрації іноземців. У 1972 р. контроль за прикордонним рухом знову був переданий до ВОП (деякі справи були передані підрозділам II та ГМ), тоді як реєстрація іноземців була передана до підрозділу паспортів.
- Колегія контролю прикордонного руху Міністерства внутрішніх справ (1 липня 1965 р. — 1 січня 1972 р.)
  - відділи управління прикордонним рухом провінційного штабу поліції ГМ (вони діяли з 1 листопада 1965 р. по 1 квітня 1972 р.; департаменти не створювались у штабах воєводств в Лодзі та Варшаві; спочатку незалежні секції діяли в Бидгощі, Кельцах, Познані та в муніципальному штабі в Лодзі вони були перетворені, за винятком Кельців, у 1967—1970 рр.)

Відділ IIIA / V (оперативний захист промисловості) — відокремлений від Відділу III у 1979 році. У 1979—1981 рр. в його завдання входив також оперативний захист сільського господарства. У 1989 р. підрозділ було включено до новоствореного підрозділу економічного захисту.
- Департамент IIIA Міністерства внутрішніх справ (1 травня 1979 р. — 1 грудня 1981 р.)
- Департамент 5 Міністерства внутрішніх справ (1 грудня 1981 р. — 1 вересня 1989 р.)
  - відділи IIIA / V ВШ ГМ / ВУ ВС (діяв з 1 липня 1979 р. по 1 листопада 1989 р.)
  - до складу відділу входили також відділ IIIA-1 / V-1 у Варшаві, відділи V-1, створені в Катовицях в лютому 1982 р., та у Вроцлаві у січні 1983 р., відділи V-2, створені в Катовицях в лютому 1982 р. та у Варшаві в березні 1982 р. інспекція експлуатаційного захисту атомної електростанції в Шарновеці, створена в Гданську в грудні 1988 року.

Відділ охорони промисловості (нагляд за фізичним та технічним захистом соціалізованих закладів праці) — переданий з ГМ на рубежі 1981—1982 рр.. У 1989 р. він був включений до новоствореного підрозділу економічного захисту.
- Головна інспекція охорони промисловості Міністерства внутрішніх справ (25 листопада 1981 р. — 1 вересня 1989 р.; підрозділ, що працює з 18 жовтня 1956 р., створений на базі Інспекції з охорони КВБ[pl])
  - інспекції захисту промисловості штабу провінційної поліції ВШ ГМ / ВУ ВС (в структурах СБ з січня 1982 р. діяли до 1 листопада 1989 р.; вони існували в Бидгощі, Гданську, Катовицях, Кельцях, Лодзі, Ополі, Познані, Щецині, Варшаві та Вроцлаві, подальші інспекції були створені в 1982—1983 рр. у Білостоці, Бельсько-Бялі, Ченстохові, Єленій Гурі, Кракові, Легниці, Любліні, Радомі, Торуні та Валбжичі, в решті ВШ ГМ / ВУ ВС були старші інспектори з промисловості захист у командах посад незалежних інспекційних підрозділів)

Цензурний відділ (цензура поштових відправлень та телекомунікаційної кореспонденції та контроль телефонних дзвінків) — діяв відкрито в період від введення воєнного стану до призупинення воєнного стану, до його складу входили всі офіцери підрозділу «В» та деякі офіцери з відділу «Т»
- Головне управління цензури Міністерства внутрішніх справ (13 грудня 1981 р. — 31 грудня 1982 р.)
  - провінційні цензурні управління ГМ (вони діяли в усіх ГМ, включаючи ті, що не мали відділів «В»; на нижчому рівні було створено лише регіональне управління цензури ГМ в Гдині)

Департамент досліджень (розробка керівників опозиції) — створений у 1982 р., до його складу входили видатні чиновники з інших відділів СБ. У 1989 р. він був включений до новоствореного розділу досліджень й аналізу.
- Бюро досліджень Міністерства внутрішніх справ (15 січня 1982 р. — 1 вересня 1989 р.)
  - інспекторат II ВШ ГМ / ВУ ВС (діяли до 1 листопада 1989 р.; створено лише в Гданську в лютому 1983 р., Новому Сончі в лютому 1986 р., Вроцлаві в січні 1987 р., в Бидгощі, Катовицях, Кракові, Пьотркуві Трибунальському, Познані та Торуні у другій половині 1988 р. та в Кельцях, Любліні та Лодзі у другій половині 1989 р.; в жовтні 1988 р. інспекція у Нових Сончах була ліквідована; інспекції в Кельцах, Любліні та Лодзі залишались лише на організаційній фазі та не розвинули діяльність)

Відділ комунікації — переданий з ГМ в 1984 році. У 1990 р. на базі цього підрозділу було створено відділ зв'язку поліції.
- Колегія зв'язків Міністерства внутрішніх справ (1 січня 1984 р. — 31 липня 1990 р.; підрозділ, що працював з 28 листопада 1956 р.)
  - відділи зв'язку ВУ ВС

Відділ VI (оперативний захист сільського господарства) — відокремлений від Відділу IV у 1984 році. У 1989 р. він був включений до новоствореного підрозділу економічного захисту.
- Департамент VI Міністерства внутрішніх справ (1 грудня 1984 р. — 1 вересня 1989 р.)
  - підрозділи VI ВУ ВС (діяли до 1 листопада 1989 р.)

Відділ охорони службовців — переведений з ГМ в 1985 році. Розформований у 1990 р.
- Колегія захисту службовців Міністерства внутрішніх справ (6 грудня 1985 р. — 1 лютого 1990 р.; підрозділ, що діяв з 15 грудня 1984 р.)
  - інспекції безпеки співробітників ВУ ВС

Відділ охорони конституційного ладу держави — створений замість III відділу в 1989 році. Розформований у 1990 р.
- Департамент охорони конституційного ладу Міністерства внутрішніх справ (1 вересня 1989 р. — 31 липня 1990 р.)
  - відділи з охорони конституційного ладу держави ВУ ВС (діяли з 1 листопада 1989 р.)

Відділ економічного захисту — створений замість V відділу, VI відділу та підрозділу промислового захисту у 1989 році. Розформований у 1990 р.
- Департамент захисту економіки Міністерства внутрішніх справ (1 вересня 1989 р. — 31 липня 1990 р.)
  - відділи економічного захисту ВУ ВС (діяли з 1 листопада 1989 р.)

Відділ дослідження та аналізу — створений замість Відділу IV та Відділу навчання у 1989 році. Розформований у 1990 р.
- Департамент досліджень та аналізів Міністерства внутрішніх справ (1 вересня 1989 р. — 31 липня 1990 р.; департамент також включав структури Групи аналізу Міністерства внутрішніх справ, тобто Оперативно-штабну групу в Секретаріаті керівника СБ, що діяв у Президентському департаменті Кабінету Міністра внутрішніх справ з травня 1985 р.)
  - Відділи вивчення та аналізу ВУ ВС (діяли з 1 листопада 1989 р.; департаменти також включали посади старших інспекторів розпущених аналітичних та інформаційних інспекцій, що працювали при заступниках командуючих воєводством керівників ГМ / ВУ ВС для СБ від 1 червня 1975 р.)

У 1960-х роках на рівні воєводства підрозділи, відповідальні за питання СБ, були тимчасово відокремлені від загального підрозділу:
- незалежні відділи кадрів та підготовки кадрів ГМ (створені 1 березня 1962 р. на базі відділів охорони кадрових підрозділів, 15 січня 1967 р. повторно включені були до відділів кадрів)
- незалежні загальні та організаційні відділи ГМ (створені 1 березня 1962 р. на основі допоміжних посад, включених до управління підрозділами безпеки, 15 лютого 1967 р., перетворені в незалежні інформаційні та звітні секції)
- незалежні розділи інформації та звітності провінційної поліції ГМ (створені 15 лютого 1967 р. на базі незалежних загально-організаційних підрозділів, 1 червня 1967 р. включені до загальних департаментів)

Наступні підрозділи були пов'язані з освітою апарату безпеки:
- Академія внутрішніх справ у Варшаві[pl] (діяла з 1 жовтня 1972 р., проводила магістерські студії для співробітників СБ та ГМ, а з березня 1984 р. — і докторантуру, що було скасовано 1 жовтня 1990 р.)
- Вища офіцерська школа імені Фелікса Дзержинського в Легіоново[pl] (працювала з 1 жовтня 1972 р., проводила професійні заняття для співробітників СБ, 1 жовтня 1989 р. перетворена була на відділення Департаменту державної безпеки)
- Осередок розвитку управлінського персоналу МВС у Лодзі[pl] (діяв з 1 січня 1973 р., проводив додаткові курси та тренінги для персоналу СБ та ГМ, закриті у середині 1990 р.)
- Історичне бюро Міністерства внутрішніх справ (створене 18 грудня 1973 р., що проводило науково-дослідну роботу в галузі історії міністерства, 1 квітня 1981 р. його завдання взяла на себе Академія внутрішніх справ)

До перевірки відділ кадрів, навчання та виховання, що був створений у листопаді 1989 р. в результаті трансформації відділу кадрів та професійного розвитку, був спеціально включений до складу СБ. До його складу також входили співробітники політичного та освітнього підрозділу (Політично-освітнього управління МВС та політичних та освітніх підрозділів провінційного комітету ГМ / ВУ ВС), що діяли з листопада 1981 р. до листопада 1989 року.

### Реформа Кіщака
У липні 1981 р. функцію керівника МВС взяв на себе генерал Чеслав Кіщак. Новий міністр негайно розпочав ретельну реорганізацію міністерства, спрямовану на впорядкування його діяльності у зв'язку з підготовкою до введення воєнного стану. Реформа розпочалася 25 листопада 1981 р. шляхом об'єднання організаційних підрозділів штабу (через подібність виконуваних завдань) у Міністерстві внутрішніх справ ПНР. Створено: Службу розвідки та контррозвідки, Службу безпеки, Службу оперативної безпеки, Політичну та освітню службу, Службу кадрів та професійного розвитку, Службу матеріальної безпеки та шефство Міністерства внутрішніх справ (статус служби також був наданий штабу цивільної міліції). Для нагляду за цими структурами в міністерстві було встановлено додатковий щабель керівництва.
Реорганізація була затверджена Постановою Ради Міністрів № 144 від 21 жовтня 1983 р. про надання організаційного статуту Міністерству внутрішніх справ, згодом внесено це до Постанови Ради Міністрів № 128 від 22 серпня 1989 р. (де статут перелічував служби, не призначаючи їм окремих підрозділів, і питання це залишали на розгляд міністрові). І новий підрозділ, апарат державної безпеки у 1981—1990 рр. складався з:
- Служба розвідки та контррозвідки — Департамент I, Департамент II, Бюро «А» (з лютого 1990 р. «Бюро шифрів»), Бюро радіоконтролю[pl], бюро паспортне. Службу очолював начальник (до кінця жовтня 1989 р. у ранзі державного підсекретаря), а з листопада 1989 р. він також відповідав за координацію діяльності Військ охорони прикордоння ПНР[pl].
- Служба безпеки — Департамент III, Департамент IV, Департамент V, Департамент VI, Бюро досліджень та Головна інспекція охорони промисловості (після реорганізації у вересні 1989 р.: Департамент охорони конституційного державного ладу, Департамент захисту економіки та Департамент досліджень та аналізу). Службу очолював начальник (до кінця жовтня 1989 р. у ранзі заступника державного секретаря), з листопада 1989 р. в його завдання входили також нагляд за урядовим бюро захисту та координація діяльності підрозділів Надвіслянських в/ч[pl] Міністерства внутрішніх справ. У 1981—1989 роках керівник Служби безпеки також керував соціально-адміністративним управлінням МВС ПНР, частково пов'язаним з органами безпеки (польові підрозділи департаменту діяли у воєводських управліннях).
- Служба оперативної безпеки — Департамент технічний, Бюро «Б», Бюро «C», Бюро «В» та Рада зв'язку (офіційно в структурах СБ з січня 1984 р.). До служби також входив Департамент універсальної електронної системи обліку населення МВС ПНР[pl] (місцеві підрозділи департаменту діяли у воєводських управліннях). Службу очолював начальник (до кінця листопада 1987 р. у ранзі генерального директора), який також виконував обов'язки голови Науково-технічної ради.
- інші підрозділи — Бюро розслідувань (під керівництвом одного із заступників державного секретаря, а з листопада 1989 р. — керівник Служби Громадянської міліції), Бюро урядового захисту (під керівництвом глави МВС ПНР і з листопада 1989 р. — керівник Служби безпеки) (під керівництвом безпосередньо міністра, а з листопада 1989 р. — одного із заступників державного секретаря).

Незважаючи на ці офіційні зміни, реформа Кіщака не означала створення нових окремих формувань при Міністерстві внутрішніх справ, оскільки ці питання могли регулюватися лише статутом. У зв'язку з тим, що СБ відповідала за захист державної безпеки у розумінні закону від 14 липня 1983 р. про кабінет міністра внутрішніх справ та сфери діяльності підпорядкованих йому органів, бо її структури повинні були включати вищезазначені оперативні, оперативно-технічні підрозділи.
Приналежність до підрозділів розвідки та контррозвідки та оперативної безпеки СБ засвідчується, зокрема, інструкція щодо детальних принципів оперативної діяльності Служби безпеки (додаток до наказу Міністра внутрішніх справ № 00102 від 9 грудня 1989 р.), де § 1 передбачає:
|  | 1. Оперативними підрозділами Служби безпеки Міністерства внутрішніх справ ПНР є: Департамент I, Департамент II, Департамент охорони конституційного державного ладу, Департамент захисту економіки, Департамент досліджень та аналізів та відповідні організаційні підрозділи. 2. Оперативно-технічними підрозділами Міністерства внутрішніх справ ПНР є: Департамент технічний, бюро "A", "B" і "C" та відповідні організаційні підрозділи. 3. Відділ (еквівалент управління) - це організаційні підрозділи Міністерства внутрішніх справ ПНР, зазначені в статуті 1 та 2, бюро урядового захисту Міністерства внутрішніх справ. |

Іншим документом, що визначає структуру СБ, є наказ Міністра внутрішніх справ № 043 від 10 травня 1990 р. про припинення діяльності СБ, де перелічені такі організаційні підрозділи Міністерства внутрішніх справ: Відділ розвідки (Департамент I), Відділ контррозвідки (Департамент II), Відділ захисту конституційного ладу країни, Відділ захисту економіки, Відділ досліджень та аналізів, Відділ технологій, Відділ УЕСРН, Бюро розслідувань, Бюро шифрування, Офіс «B», Офіс «С» та Комунікаційна рада.
Отже, термін «Служба безпеки» стосовно періоду 1981—1990 рр. може вживатися у двох значеннях: широкий (у цілому — спецслужба Міністерства внутрішніх справ) і вузький (лише як структура політичної поліції, що воює проти опозиції в країні). Штучне скорочення СБ до кількох підрозділів виконало інше завдання після 1989 р., воно мало захистити якомога більше співробітників СБ від можливих перетворень у новій політичній конфігурації та мінімізувати наслідки перевірки, які мали відбутися в процесі створення нових спецслужб Третьої Польської Республіки.

## Управління СБ ПНР
До листопада 1981 року функцію начальників СБ виконували деякі члени керівництва МВС ПНР, які здійснювали нагляд за оперативними та оперативно-технічними підрозділами відповідно до послідовних розпоряджень міністра про організаційне підпорядкування підрозділів МВС ПНР (наприклад, Ришард Матеєвський, Богуслав Стахура). У 1981—1990 роках управління апаратом СБ було таким:
Шеф Служби розвідки та контррозвідки
- Бригадний генерал Владислав Пожога (25 листопада 198 — 31 жовтня 1989),
- бриг. ген. Здзіслав Саревич (1 листопада 1989 — 11 травня 1990);

Шеф Служби безпеки
- бриг. ген. Владислав Цястонь (25 листопада 1981 — 19 грудня 1986),
- бриг. ген. Генрик Данковський (20 грудня 1986 — 31 жовтня 1989),
- полковник Єжи Карпач (1 листопада 1989 — 11 травня 1990);

Шеф Служби оперативної безпеки
- бриг. ген. Конрад Страшевський (25 листопада 1981 — 18 лютого 1983),
- бриг. ген. Стефан Сточай (1 квітня 1983 — 31 липня 1990).

## Падіння ПНР та останні роки діяльності СБ
В останнє десятиліття існування Польської Народної Республіки діяльність Служби безпеки полягала у проникненні в опозицію, в тому числі у «Солідарність». Так звана оперативна гра з «Солідарністю» проводилася протягом багатьох років.
Вибухнули скандали, в яких головними героями стали старші офіцери СБ (і не тільки), такі як афера «Залев» й афера «Желазо», що призвело до смерті Гжегожа Перемики в 1983 р., вбивству священика Єжи Попелушка у 1984 році. Співробітники СБ здійснювали викрадення людей, визнані незаконними навіть судами ПНР та застосовували катування. У цій галузі особливо активно працював департамент IV МВС, включаючи незалежну групу «D» департаменту IV МВС.
Однією з опозиційних організацій, найменш пронизаною СБ, і водночас структурою, проти якої СБ проводив найактивніші дії після воєнного стану, була «Бойова солідарність». БС була єдиною незалежною організацією 1980-х років з організованою структурою контррозвідки, завдяки якій керівництво організації протистояло проникненню агентів СБ. Розвідувальна та контррозвідувальна діяльність проти СБ проводилася в основному на основі електронної розвідки (постійний радіомоніторинг оперативних служб СБ) і завдяки отриманню інформації від працівників СБ. Основою радіорозвідки БС стало злом шифру «рів» — спеціальної мови коду (криптонім), якою користувались працівники відділу спостереження «Б» під час радіолистування.
Репресії щодо суспільства ПНР, вчинені старшими та нижчими службовцями СБ у 1956—1990 роках, були детально задокументовані у справах СБ. У 1989—1991 роках за розпорядженням тодішнього глави МВС генерала Чеслава Кіщака з відома голови СБ, генерала Генріка Данковського, були знищенні особові справи, особові картки (облік), оперативні розробки тощо. Від серпня 1989 р. до червня 1992 р. було знищено близько 646 000 загальних інформаційних матеріалів з інвентаризації Міністерства внутрішніх справ ПНР. Файли активних та ліквідованих джерел особистої інформації Міністерства внутрішніх справ СБ мали спалити; було збережено приблизно 50 % колишніх їх ресурсів.
СБ була розпущена в травні 1990 року. Через два місяці розпочався процес перевірки співробітників СБ до новоствореного УОД. З 14 038 офіцерів 10 439 мали позитивну думку, а 3 595 — негативну. Однак знищення архівів СБ тривало, в деяких випадках до 1993 року.
Також лише в лютому 1990 р. було офіційно завершено дії проти «Бойової солідарності» (на підставі листа заступника директора Департаменту досліджень та аналізів Міністерства внутрішніх справ ПНР полковника Адама Маліка), в рамках справи про оперативну розробку «Восьминіг». Оперативні розробки проти політичних партій продовжували функціонери СБ як частину своїх завдань, що вже виконувались службовцями УОД у 1990-х (так званий «правий нагляд» за Інструкцією УОД № 0015/92).
Створена польським парламенту в 1989 р. Надзвичайна комісія Сейму з питань експертизи діяльності Міністерства внутрішніх справ ПНР встановила взаємозв'язок чиновників Міністерства внутрішніх справ ПНР з 88 загибелями опозиційних активістів під час воєнного стану в 1981—1983 роках.

## Перевірка співробітників СБ
Перевірка співробітників СБ — процес перекваліфікації співробітників СБ для новоствореного Управління охорони держави (УОД), а також для поліції та державної служби в Міністерстві внутрішніх справ ПНР.
Перевірка проводилась на підставі постанов, виданих Сеймом, главою МВС та Головою Центральної перевірочної комісії. Було створено 49 провінційних кваліфікаційних комітетів (та Кваліфікаційну комісію з питань центральних кадрів) для перевірки колишніх співробітників СБ, які претендували на роботу в нових службах. Рішення Провінційного кваліфікаційного комітету або Кваліфікаційного комітету центрального персоналу могло бути оскаржене у Центральному кваліфікаційному комітеті, головою якого був Кшиштоф Козловський.
Процес перевірки був добровільним. До нього долучилося близько 14 000 осіб. На основі особистих справ, інформації та досвіду комісія мала сформувати думку щодо даного службовця, а потім мати з ним співбесіду. 8681 осіб (тобто 61 відсоток) пройшли його успішно. Рішення воєводських комісій не були остаточними. 4880 перевірених службовців, які отримали негативні висновки, звернулися було до Центральної кваліфікаційної комісії, що скасувала рішення воєводських комісій щодо 1800 осіб. Таким чином, загалом із 14 038 службовців 10 439 отримали позитивні результати, тоді як 3595 — негативні.
Відповідно до Інструкції Голови Центрального кваліфікаційного комітету від 25 червня 1990 р., співробітники СБ, зобов'язані були піддатись кваліфікаційній процедурі, і вважатися особами, які:
- 10 травня 1990 р. або 31 липня 1989 р. вони працювали на таких посадах:
  - Керівник Служби розвідки та контррозвідки,
  - Керівник служби безпеки,
  - Керівник кадрової служби, навчання та освіти,
  - Заступник керівника розвідки та контррозвідки,
  - Заступник начальника служби безпеки,
  - Заступник начальника служби персоналу, навчання та виховання,
  - радники міністра.
- 10 травня 1990 р. або 31 липня 1989 р. вони працювали в наступних організаційних підрозділах Міністерства внутрішніх справ
  - Відділ I,
  - Відділ II,
  - Департамент охорони конституційного державного ладу,
  - Департамент захисту економіки,
  - Кафедра досліджень та аналізу,
  - Оперативно-штабна група керівника Служби безпеки,
  - Секретаріат начальника служби розвідки та контррозвідки та керівника Служби безпеки,
  - Відділ кадрів — виключаючи працівників секретаріату
  - Департамент підготовки та виховання — за винятком працівників секретаріату
  - Бюро «С»,
  - Бюро шифрів,
  - Бюро розслідувань,
  - Бюро паспортне — на посаду заступника начальника управління,
  - колишня Рада захисту службовців — за винятком працівників секретаріату,
  - Департамент громадської безпеки Академії внутрішніх справ у Легіоново,
  - Бюро «Б» — на посаду заступника начальника управління,
  - Департамент технічний — на посаду заступника начальника управління,
- на посадах, що відповідають вищезазначеним, та в підрозділах воєводських управлінь внутрішніх справ.

Перевірка також охопила Юридичний та політичний відділ АВС та осіб, зайнятих на вищезазначених посадах в Окружних управліннях внутрішніх справ 31 липня 1989 р. (10 травня 1989 р. СБ і РУСВ не існували вже — з 02.02.1990 службовці «Районних управлінь внутрішніх справ» СБ були переведені до ВУ ВС СБ або ГМ, за умови, що групи / відділи паспортів були «підтверджені» 1 липня 1989 р. в ГМ).
У процедуру кваліфікації не були включені такі особи:
- зайнятий у вищезазначених підрозділах поліцейським-водієм,
- у випадку начальника служби кадрів, навчання та виховання, заступника начальника служби кадрів, навчання та виховання та працівників відділу кадрів та управління підготовки та виховання та відповідних підрозділів на місцях (Комісія відійшла від оцінки, якщо вважала, що названа особа є службовцем Громадянської міліції).

Воєводські кваліфікаційні комітети видали, згідно з Постановою Ради Міністрів № 69 від 21 травня 1990 р., позитивний висновок щодо кандидата, якщо було встановлено, що кандидат відповідає вимогам щодо службовця даної служби або працівника Міністерства внутрішніх справ. Що було зазначене в акті, та переконання, що він має моральну кваліфікацію для виконання служби, особливо тому, що
1. він не порушував закон протягом своєї попередньої служби,
2. виконував свої службові обов'язки таким чином, щоб не порушувати права та гідність інших людей (громадян),
3. не використовував офіційне становище в неслужбових цілях.

Існувало чотири типи висновків, виданих службовцям:
1. не має права на подальшу службу з моральних причин,
2. не кваліфікований для подальшої держ. служби,
3. має моральну кваліфікацію для проходження служби в міліції,
4. має моральну кваліфікацію для служіння в Міністерстві внутрішніх справ / УОД (включаючи поліцію)

Стандартна форма, надіслана перевіреним співробітникам Служби безпеки з негативним результатами, містила доволі ввічливе формулювання висновку їх перевірки щодо спроможності обіймати посаду у оновленій структурі (див. «Люстрація»):
|  | Комісія висловлює надію, що ви знайдете нову та задовільну роботу поза Міністерством внутрішніх справ. |

Усі функціонери СБ, які не мали позитивного висновку, покинули службу до 31 липня 1990 року.
Співробітники паспортних служб провінційних управлінь внутрішніх справ, які перейшли до поліції — паспортних відділів штабу провінційної поліції, служили там до 7 квітня 1991 р. тоді, коли паспортні відділи поліції були розпущені, а їх співробітники були звільнені за законом від служби.
Була показана зустріч співробітника Служби безпеки з комісією перевірки в 1992 р. у кінофільмі «Пси», режисера Владислава Пасіковского.

## Архів СБ
Документація Служби безпеки ПНР була згрупована в архівах за такими критеріями:
- I — джерела персональної інформації та кандидати на джерела персональної інформації
- II — оперативні питання
- III — підготовче провадження
- IV — предметні питання
- V — особові справи офіцерів СБ ПНР
- VI — особові справи співробітників ГМ ПНР
- VII — особові справи цивільних службовців МВС ПНР
- X — характеристики (фактичні та аналітичні дослідження щодо опозиційних груп та організацій)

## Відео, пов'язане з темою СБ
- Кріт